# آقاخان
آقاخان نام لقبی موروثی است که به امام اسماعیلیان گفته می‌شود. نخستین‌بار فتح‌علی شاه قاجار، به حسن‌علی شاه که چهل و ششمین امام اسماعیلیه بود، لقب «آقاخان» را اعطا کرد و از آن زمان به بعد، امامان اسماعیلی با لقب احترام‌آمیز «آقاخان» خطاب می‌شوند.
تاکنون پنج تن از امامان اسماعیلیه عنوان آقاخان داشته‌اند:
- حسن‌علی شاه محلاتی، آقاخان اول
- علی شاه آقاخان، آقاخان دوم
- سلطان محمد شاه، آقاخان سوم: آقاخان سوم از جمله شخصیت‌های جهانیست و در زمان حیات خود فعالیت‌های مهمی داشت. او در سال ۱۹۳۷ رئیس جامع ملل بود و نیز در تأسیس کشور پاکستان نقش مرکزی داشت. آقاخان سوم یک چهرهٔ روشنگرای جهان اسلام بود و تا آن جایی که پس از جنگ اول جهانی در حمایت از دولت ترکیه در اسناد صلح نقش بسزائی داشت.
- کریم آقاخان، آقاخان چهارم؛ چهل ونهمین امام حاضر اسماعیلیان جهان بود. او در سال ۲۰۱۸ دیوان امامت اسماعیلی را در شهر لیسبون کشور پرتغال افتتاح کرد. گشایش این دفتر در تاریخ اسماعیلیه یک امر جدید است که برای نخستین بار دفتر مرکزی امامت در یک کشور غیراسلامی تأسیس می‌شود. از نظر کارشناسان امور بین‌الملل، اکنون می‌شود شهر لیسبون را واتیکان اسماعیلیه خواند. این دفتر دارای تشریفات و شیوه‌نامه‌هائی رسمی شبیه به یک کشور است که دارای پرچم و سرود رسمی خود است و در ۳۵ کشور نمایندگی دیپلماتیک دارد. امامت اسماعیلیه در نوع خود یک حاکمیت بدون جغرافیای مشخص است.
- رحیم آقاخان، آقاخان پنجم.

در دوران پادشاهی محمدرضا شاه پهلوی در اسناد و مجالس رسمی ایران به آقاخان با عنوان والاحضرت (که مخصوص خانواده سلطنتی بود) خطاب می‌شد.
آقا خان چهارم، که در ایران به «پرنس کریم آقاخان» معروف است، بنیان‌گذار شبکه توسعه آقاخان بود که برای گسترش آموزش و بهبود وضع زندگی در برخی کشورهای جهان مانند کشورهای آفریقای شرق، هندوستان، پاکستان و کشورهای آسیای مرکزی کار می‌کند. شبکه توسعه آقاخان زیرمجموعهٔ امامت اسماعیلی و متشکل از چندین نهاد همکار متشکل از مرکز جهانی کثرت‌گرایی، خدمات تعلیمی آقاخان، خدمات صحی آقاخان، ادارهٔ خدمات بشردوستانه فوکس، اداره آقاخان برای اسکان و … می‌باشد. جایزه معماری آقاخان و جایزه موسیقی آقاخان از جوایز معروف در زمینه معماری و موسیقی است.

## تاریخچه عنوان آقاخان
در مراحل اخیر اولین جنگ آنگلو-افغان (۱۸۴۱–۱۸۴۱)، حسن علی شاه و سواره نظام وی به ژنرال نات و ژنرال انگلند کمک کردند. بخاطر تلاش‌های وی در خدمت به گسترش امپراتوری انگلیس، راج انگلیس او را به عنوان 'شاهزاده' شناخت. انگلیسها به سران قبایل محلی دیگری که به آنها خدمت می‌کردند چنین عنوانی را داده بودند ولی آقاخان استثنا بود چون نه تنها یک رئیس محلی بود خدمتگذار بود بلکه ادعای وی در مورد رهبری یک فرقه از اسلام مهم بود چون امپراتوری انگلیس با کنترل و حمایت از رئیس یک فرقه از شیعه، می‌توانست سود زیادی کسب کند از جمله می‌توانست از این اهرم برای مهار عثمانی که توسط اهل سنت خلیفه و رئیس اسلام شناخته می‌شد، استفاده کند.
تصمیم دیوان عالی بمبئی در سال ۱۸۶۶ آقاخان اول را به عنوان امام اسماعیلیه به رسمیت شناخت.
در سال ۱۸۸۷، وزیر امور خارجه هند، به نمایندگی از حکومت هند انگلستان، به‌طور رسمی عنوان آقا خان را به رسمیت شناخت.